# Alaksiej Michalewicz
Alaksiej (Aleś) Anatoljewicz Michalewicz (biał. Аляксей (Алесь) Анатольевіч Міхалевіч; ur. 15 maja 1975 w Mińsku) – białoruski działacz społeczny i polityczny, kandydat na prezydenta Białorusi w wyborach 2010.

## Życiorys
Urodził się w Mińsku w rodzinie pracowników naukowych Akademii Nauk Białoruskiej SRR. Uczył się w Białoruskim Liceum Narodowym im. Jakuba Kołasa. W 1997 ukończył studia na wydziale prawa Białoruskiego Uniwersytetu Państwowego ze specjalnością “politolog-prawnik”. W czasie studiów stał na czele Zjednoczenia Białoruskich Studentów – organizacji społecznej, której celem była obrona praw studentów białoruskich uczelni wyższych. Odbył staże na uczelniach w Warszawie i Oxfordzie.
W 1997, po ukończeniu uniwersytetu, został założycielem i kierownikiem organizacji, która zajmowała się wymianą studencką, dzięki której ponad 2000 młodych ludzi miało możliwość odwiedzenia krajów Europy Zachodniej i Środkowej.
Od 2000 pracował na stanowisku zastępcy dyrektora, później dyrektora generalnego firmy "Arkadia", która specjalizowała się w biznesie turystycznym. W związku z czynnym uczestnictwem w wyborach do parlamentu w 2004 firma stała się obiektem licznych kontroli i inspekcji. Po siódmej kontroli Aleś Michalewicz postanowił odejść ze stanowiska dyrektora generalnego firmy "Arkadia".
Był prawnikiem w Zrzeszeniu Inwalidów Wojny w Afganistanie (2007–2008) i Białoruskim Niezależnym Związku Zawodowym (2008–2010).
Od 2005 pełni funkcję zarządcy antykryzysowego akredytowanego przez ministerstwo gospodarki Białorusi.

## Działalność polityczna
W latach 2004–2008 zastępca przewodniczącego partii BNF. 14 czerwca 2008, po wysunięciu na stanowisko przewodniczącego partii i zaproponowaniu programu reformy wewnętrznej, został wykluczony z organizacji za publiczną krytykę kierownictwa.
W latach 2003–2007 poseł Puchowickiej Rady Rejonowej w obwodzie Mińskim, koordynator Zgromadzenia Posłów Rad Lokalnych. W tym samym czasie wydawca gazety "Region" (Maryjna Górka w obwodzie Mińskim), inicjator szeregu decyzji w zakresie rozszerzenia uprawnień organów samorządu lokalnego.
27 stycznia 2010 publicznie ogłosił rozpoczęcie swojej kampanii wyborczej na stanowisko prezydenta Białorusi jako niezależny kandydat.

## Udział w wyborach prezydenckich 19 grudnia 2010 i w wydarzeniach po nich
Aleś Michalewicz uczestniczył w demonstracji w Mińsku przeciwko falsyfikacji wyników wyborów prezydenckich wieczorem 19 grudnia 2010.
O godzinie 4:30 w nocy z 19 na 20 grudnia 2010, w czasie fali aresztowań działaczy opozycji, która nastąpiła po wyborach prezydenckich, Michalewicz został zaatakowany w swoim mieszkaniu na ul. Kisielowa w Mińsku przez funkcjonariuszy białoruskiego KGB. Po wyłamaniu drzwi wywieziono go bez wyjaśnień w nieznanym kierunku, przy czym innych osób znajdujących się w tym czasie w mieszkaniu nie zatrzymano. Przez cały kolejny dzień jego miejsce pobytu było nieznane. Dopiero 21 grudnia ok. godziny 10. jego żona, Miłana, otrzymała telefon z KGB z informacją, że Michalewicz znajduje się w izolatce śledczej tej instytucji, tzw. amerykance, i odmawia rozmowy z funkcjonariuszami państwowymi bez adwokata.
Rankiem 20 grudnia biuro Alesia Michalewicza zostało otoczone przez milicję. Wewnątrz zabarykadowało się trzech jego pracowników: Mikita Sasnou, Wiaczasłau Dyjanau i trzecia osoba. Milicja groziła wyważeniem drzwi biura siłą. 22 grudnia KGB wezwało na przesłuchanie osoby ze sztabu Michalewicza – Kanstancina Łukaszoua, Ihara Drako i Taccianę Kareniną. Tego samego dnia, w związku z upływem 3 dób od zatrzymania, adwokatowi Michalewicza przekazano informację o przedłużeniu terminu zatrzymania Michalewicza do 10 dób. Następnego dnia Miłana Michalewicz odkryła na drzwiach mieszkania, w którym doszło do zatrzymania, ślady kolejnego włamania.

### Tortury
Alaksiej Michalewicz został wypuszczony z aresztu wieczorem 19 lutego 2011, po tym, jak podpisał zobowiązanie do nieopuszczania Białorusi. Postępowanie karne przeciwko niemu było kontynuowane. 28 lutego, w czasie konferencji prasowej Michalewicz oświadczył, że wyszedł na wolność tylko dzięki temu, że podpisał zgodę na współpracę z KGB, którą jednak zrywa poprzez publiczne oświadczenie. Poinformował też, że w czasie pozbawienia wolności był wielokrotnie torturowany różnymi metodami. Wśród nich były:
- zmuszanie do stania w szerokim rozkroku z kajdankami na rękach;
- wyprowadzanie nago na mróz;
- zmuszanie do stania nieruchomo przy pod ścianą do 40 minut;
- nie wyłączanie światła elektrycznego
- zmuszanie więźniów do przebywania w niewietrzonym pomieszczeniu, w którym podłoga została świeżo pomalowana farbą z domieszką acetonu;
- przetrzymywanie w przepełnionej celi;
- nie dopuszczanie do adwokata;
- przesłuchania bez udziału adwokata.

Michalewicz złożył powiadomienie o torturach do Prokuratury Generalnej Białorusi, a także do Komisji ds. Tortur ONZ. 14 marca z obawy o swoje życie, potajemnie opuścił Białoruś. Udał się do Czech, gdzie wystąpił o udzielenie mu azylu. 24 marca czeskie Ministerstwo Spraw Wewnętrznych poinformowało, że Michalewicz otrzymał azyl w Czechach.

## Prywatne
Aleś Michalewicz lubi muzykę rockową (The Beatles, The Doors, Deep Purple; “DDТ”; “Н.Р.М”, “Krama”, “Neuro Dubel”) i literaturę historyczną. Gra w squasha i tenis stołowy. Oprócz języków białoruskiego i rosyjskiego, zna języki angielski i polski, uczy się języka niemieckiego.
Szeregowy rezerwy Sił Zbrojnych RB (nie odbywał służby wojskowej z powodu krótkowzroczności średniego stopnia).
Żonaty, ma dwie córki. Żona Milana jest nauczycielką języka angielskiego. Córki: Lesia, urodzona w roku 2000 i Alena, urodzona w roku 2009.